# 昂格尔
昂格尔（法語：Angres，法語發音：[ɑ̃ɡʁ]）是法国上法蘭西大區加来海峡省的一个市镇，属于朗斯区。

## 地理
昂格尔（50°24'33"N, 2°45'31"E）面积4.82 平方千米，位于法国上法蘭西大區加来海峡省，该省份为法国北部沿海省份，西北濒北海，南至索姆省，东临北部省。
与昂格尔接壤的市镇（或旧市镇、城区）包括：列萬、苏谢、艾克斯-努莱特、日旺希昂戈埃勒。

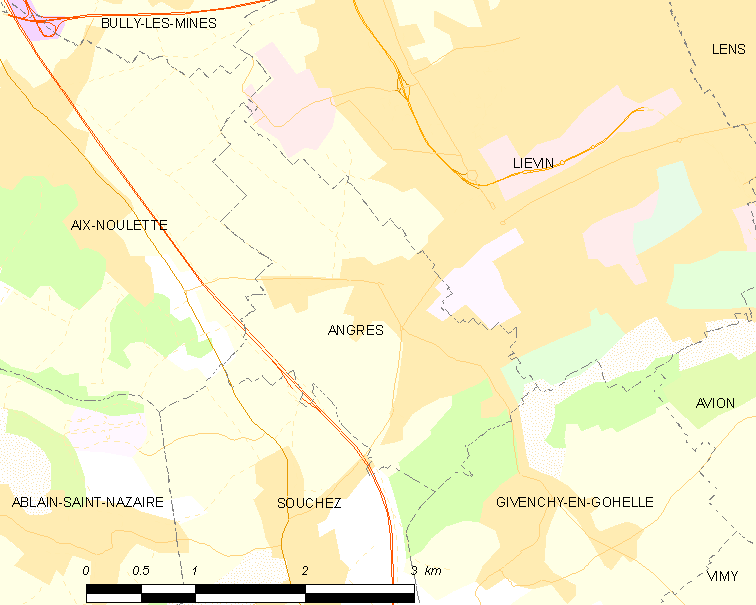
昂格尔的OSM定位图

昂格尔的时区为UTC+01:00、UTC+02:00（夏令时）。

## 行政
昂格尔的邮政编码为62143，INSEE市镇编码为62032。

## 政治
昂格尔所属的省级选区为比利莱米讷县。

## 人口

1962-2008年间昂格尔人口变化图示

昂格尔于2022年1月1日时的人口数量为4719人。